# Casa del Delme (Ventalló)
La casa del Delme és un edifici de Ventalló (Alt Empordà) declarat bé cultural d'interès nacional. És una obra situada dins del nucli urbà de la població de Ventalló, al bell mig del terme, formant cantonada entre la plaça Major i el carrer Major.

## Descripció
És un edifici cantoner de planta rectangular, format per tres crugies, amb la coberta de teula a dues vessants. Està distribuït en planta baixa i pis, amb un petit pati situat a la part de llevant. La façana principal està orientada al carrer Major i presenta un portal d'accés d'arc carpanell adovellat. Al pis, dues finestres rectangulars, emmarcades amb carreus de pedra. La façana lateral, que s'obre a la plaça Major, presenta el mur lleugerament atalussat en el basament. Les obertures són majoritàriament rectangulars i estan distribuïdes irregularment per tot el parament. Estan emmarcades amb carreus de pedra, amb les llindes planes. Cal destacar, les restes de tres espitlleres, bastides amb quatre carreus desbastats, actualment tapiades. El material emprat en la construcció és a base de pedres desbastades lligades amb morter, amb carreus ben escairats a les cantonades. Conserva restes de l'últim revestiment arrebossat de l'edifici i una teiera situada a l'angle nord-oest.

## Història
Casa forta construïda en els segles xvi i xvii, probablement sobre les restes del castell medieval. Encara que es tenen fonts documentals respecte al castell de Ventalló als segles xiv i xv que proven la seva existència, no està corroborat que fos en aquest mateix lloc l'emplaçament de l'antic castell.
L'edifici és conegut com a Casa del Delme, segurament perquè era el lloc on els monjos del monestir de Sant Miquel de Fluvià cobraven els delmes als pagesos del lloc.